# Japan Football League (1992-98)

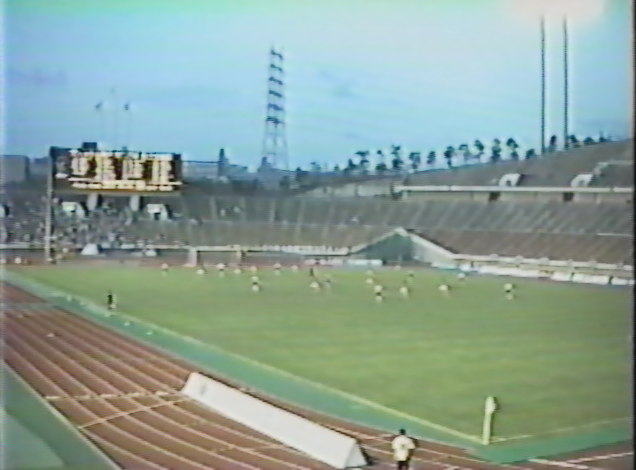
Vissel Kobe vs. NTT Kanto F.C. en el Kobe Universiade Memorial Stadium en 1995

La antigua Japan Football League (ジャパンフットボールリーグ Japan Futtobōru Rīgu?) fue una liga de fútbol que existió desde 1992 hasta 1998. También conocida como la JFL, era la 2ª división de la jerarquía del fútbol japonés después de la J. League.

## Historia
Cuando la Asociación de Fútbol de Japón decidió fundar una liga de fútbol profesional, la Japan Soccer League (JSL), la máxima división hasta la temporada 1991/92, se reorganizó en dos nuevas ligas. Una era la Japan Professional Football League, también conocida como J. League, la primera liga de fútbol profesional de Japón. La otra era la antigua Japan Football League.
De los veintiocho clubes que eran miembros de la JSL Division 1 y 2, nueve junto con el independiente Shimizu S-Pulse formaron la J. League, uno (Yomiuri Junior) se fusionó con su primer equipo, y los otros 18 eligieron no ser profesionales, al menos en ese momento. Estos últimos disputaron la temporada inaugural de 1992 de la antigua JFL junto con Osaka Gas y Seino Transportation, los dos que terminaron primeros en las series de promoción de la Liga Regional. La configuración inicial era de dos divisiones de 10 clubes cada una, pero, a partir de 1994, el formato fue cambiado a una sola división de 16 equipos.
La antigua JFL dejó de existir al final de la temporada 1998 cuando se creó la J. League Division 2. De los 16 equipos que disputaron la última temporada de la vieja JFL, 9 fueron aceptados para jugar en J2 y los otros 7 equipos se unieron a la nueva JFL.

## Equipos participantes

### Division 1
| Nombre del club            | Primer Año en JFL | Temporadas en JFL | Ciudad(es) natal(es)                       | Primer Año en D2 | Temporadas en D2 | Última oportunidad en D2 | Último título de JFL | Liga actual                 |
| -------------------------- | ----------------- | ----------------- | ------------------------------------------ | ---------------- | ---------------- | ------------------------ | -------------------- | --------------------------- |
| Albirex Niigata            | 1998              | 1                 | Niigata & Seirō, Niigata                   | 1998             | 1                | 1998                     | —                    | J1                          |
| Omiya Ardija               | 1994              | 5                 | Saitama, Saitama                           | 1987/88          | 10               | 1994–1998                | —                    | J1                          |
| Bellmare Hiratsuka         | 1992              | 2                 | Hiratsuka, Kanagawa                        | 1990/91          | 4                | 1990/91–1993             | 1993                 | J2                          |
| Fukuoka Blux               | 1993              | 3                 | Fukuoka, Fukuoka                           | 1991/92          | 4                | 1993–1995                | 1995                 | J2                          |
| Brummel Sendai             | 1995              | 4                 | Sendai, Miyagi                             | 1995             | 4                | 1995–1998                | —                    | J1                          |
| Cerezo Osaka               | 1992              | 3                 | Osaka, Osaka                               | 1991/92          | 4                | 1991/92–1994             | 1994                 | J1                          |
| Consadole Sapporo          | 1992              | 6                 | Sapporo, Hokkaidō                          | 1978             | 17               | 1992–1997                | 1997                 | J1                          |
| Cosmo Oil Yokkaichi        | 1994              | 3                 | Yokkaichi, Mie                             | 1980             | 10               | 1994–1996                | —                    | Desaparecido                |
| Denso SC                   | 1996              | 3                 | Kariya, Aichi                              | 1996             | 3                | 1996–1998                | —                    | Liga de Tōkai D1            |
| Kawasaki Frontale          | 1992              | 7                 | Kawasaki, Kanagawa                         | 1972             | 20               | 1979–1998                | —                    | J1                          |
| Fukushima FC               | 1995              | 3                 | Fukushima, Fukushima                       | 1995             | 3                | 1995–1997                | —                    | Desaparecido                |
| Tosu Futures               | 1994              | 3                 | Tosu, Saga                                 | 1994             | 3                | 1994–1996                | —                    | Desaparecido                |
| Mito HollyHock             | 1997              | 2                 | Mito, Ibaraki                              | 1997             | 2                | 1997–1998                | —                    | J2                          |
| Honda Motors               | 1992              | 6                 | Hamamatsu, Shizuoka                        | 1975             | 12               | 1994–1998                | 1996                 | JFL                         |
| Jatco SC                   | 1997              | 2                 | Numazu, Shizuoka                           | 1997             | 2                | 1997–1998                | —                    | Desaparecido                |
| Kokushikan University      | 1998              | 1                 | Machida, Tokio                             | 1998             | 1                | 1998                     | —                    | Liga Universitaria de Kantō |
| Montedio Yamagata          | 1994              | 5                 | Todas las ciudades/municipios en Yamagata  | 1994             | 5                | 1994–1998                | —                    | J2                          |
| NKK S.C.                   | 1992              | 1                 | Kawasaki, Kanagawa                         | 1980             | 5                | 1991/92–1992             | —                    | Desaparecido                |
| Otsuka FC Vortis Tokushima | 1994              | 5                 | Todas las ciudades/municipios en Tokushima | 1990/91          | 7                | 1994–1998                | —                    | J2                          |
| Kyoto Purple Sanga         | 1993              | 3                 | Ciudades/municipios del suroeste en Kioto  | 1972             | 13               | 1993–1995                | —                    | J2                          |
| Kashiwa Reysol             | 1992              | 3                 | Kashiwa, Chiba                             | 1987/88          | 6                | 1992–1994                | —                    | J1                          |
| Sagan Tosu                 | 1997              | 2                 | Tosu, Saga                                 | 1997             | 2                | 1997–1998                | —                    | J1                          |
| Seino Transportation       | 1994              | 4                 | Todas las ciudades/municipios en Gifu      | 1985             | 7                | 1994–1997                | —                    | Desaparecido                |
| Sony Sendai                | 1998              | 1                 | Miyagi                                     | 1998             | 1                | 1998                     | —                    | JFL                         |
| Tokyo Gas                  | 1992              | 7                 | Tokio                                      | 1991/92          | 8                | 1991/92–1998             | 1998                 | J1                          |
| Oita Trinity               | 1996              | 3                 | Ōita, Ōita                                 | 1996             | 3                | 1996–1998                | —                    | J2                          |
| Ventforet Kofu             | 1994              | 5                 | Todas las ciudades/municipios en Yamanashi | 1972             | 25               | 1994–1998                | —                    | J1                          |
| Vissel Kobe                | 1994              | 2                 | Kōbe, Hyōgo                                | 1986/87          | 9                | 1994–1995                | —                    | J1                          |
| Yamaha Motors              | 1992              | 2                 | Iwata, Shizuoka                            | 1979             | 4                | 1992–1993                | 1992                 | J1                          |

- “Temporadas en D2”, “Última oportunidad en D2”, and “Último título en D2” incluye participaciones en Japan Soccer League D2 y toma en cuenta las temporadas hasta 1998, cuando la liga dejó de existir

### Division 2
| Nombre del club        | Primer Año en JFL D2 | Temporadas en JFL D2 | Ciudad(es) natal(es)                       | Última oportunidad en JFL D2 | Liga actual       |
| ---------------------- | -------------------- | -------------------- | ------------------------------------------ | ---------------------------- | ----------------- |
| Fukuoka Blux           | 1992                 | 1                    | Fujieda, Shizuoka                          | 1992                         | J2                |
| Cosmo Oil Yokkaichi    | 1992                 | 2                    | Yokkaichi, Mie                             | 1992–1993                    | Desaparecido      |
| Honda Motors           | 1993                 | 1                    | Hamamatsu, Shizuoka                        | 1993                         | JFL               |
| Kawasaki Steel         | 1992                 | 2                    | Kurashiki, Okayama                         | 1992–1993                    | J1                |
| Kofu SC                | 1992                 | 2                    | Todas las ciudades/municipios en Yamanashi | 1992–1993                    | J1                |
| Kyoto Shiko            | 1992                 | 1                    | Ciudades/municipios del suroeste en Kioto  | 1992                         | J2                |
| NKK S.C.               | 1993                 | 1                    | Kawasaki, Kanagawa                         | 1993                         | Desaparecido      |
| NTT Kanto              | 1992                 | 2                    | Saitama, Saitama                           | 1992–1993                    | J1                |
| Osaka Gas              | 1992                 | 1                    | Osaka, Osaka                               | 1992                         | Liga de Osaka D2B |
| PJM Futures            | 1993                 | 1                    | Hamamatsu, Shizuoka                        | 1993                         | Desaparecido      |
| Seino Transportation   | 1992                 | 2                    | Todas las ciudades/municipios en Gifu      | 1992–1993                    | Desaparecido      |
| Tanabe Pharmaceuticals | 1992                 | 1                    | Osaka, Osaka                               | 1992                         | Liga de Osaka D3G |
| Toho Titanium          | 1992                 | 2                    | Chigasaki, Kanagawa                        | 1992–1993                    | Liga de Kantō D2  |
| Toyota Higashi-Fuji    | 1993                 | 1                    | Shizuoka                                   | 1993                         | Desaparecido      |

## Historia de los campeonatos, ascensos y descensos
| Año  | Campeones                                   | Subcampeones                                | Ascendidos a la J. League tras la temporada | Ascendidos de las Ligas Regionales antes de la temporada                                  | Descendidos a las Ligas Regionales tras la temporada                 |
| ---- | ------------------------------------------- | ------------------------------------------- | --- | ----------------------------------------------------------------------------------------- | -------------------------------------------------------------------- |
| 1992 | Div. 1-Yamaha Div. 2-Chuo Bohan Fujieda     | Div. 1-Hitachi S.C. Div. 2-Kyoto Shiko Club | Ninguno | Osaka Gas Seino Transportation                                                            | Tanabe Pharmaceutical S.C. Osaka Gas S.C.                            |
| 1993 | Div. 1-Bellmare Hiratsuka Div. 2-Honda F.C. | Div. 1-Júbilo Iwata Div. 2-PJM              | Hiratsuka Iwata | Toyota Higashifuji PJM                                                                    | Toho Titanium S.C. NKK F.C. (disuelto) Toyota Higashifuji (disuelto) |
| 1994 | Cerezo Osaka                                | Kashiwa Reysol                              | Cerezo Kashiwa | NEC Yamagata S.C.                                                                         | Ninguno                                                              |
| 1995 | Fukuoka Blux                                | Kyoto Purple Sanga                          | Fukuoka Kyoto | Brummell Sendai Fukushima F.C.                                                            | Ninguno                                                              |
| 1996 | Honda F.C.                                  | Vissel Kobe                                 | Kobe | Nippon Denso F.C. Oita F.C.                                                               | Cosmo Oil Yokkaichi (disuelto) Tosu Futures (disuelto)               |
| 1997 | Consadole Sapporo                           | Tokyo Gas F.C.                              | Sapporo | Prima Ham F.C. Tsuchiura Jatco F.C. Sagan Tosu (nuevo club, reemplaza a Tosu Futures)     | Fukushima F.C. (disuelto) Seino Transportation F.C. (disuelto)       |
| 1998 | Tokyo Gas F.C.                              | Kawasaki Frontale                           | Ninguno | Albirex Niigata Sony Sendai F.C., Kokushikan Univ. S.C. (recomendado por la Univ. Assoc.) | Ninguno                                                              |
| 1998 | Tokyo Gas F.C.                              | Kawasaki Frontale                           | * Los siguientes clubes fueron admitidos para la nueva J. League Division 2: Brummell Sendai (Vegalta Sendai), Montedio Yamagata, Omiya Ardija, Tokyo Gas F.C. (F.C. Tokyo), Kawasaki Frontale, Ventforet Kofu, Albirex Niigata, Sagan Tosu, Oita F.C. (Oita Trinita) |                                                                                           |                                                                      |

### Equipos más exitosos
| Club               | Campeón | Subcampeón | Años de campeonatos | Años de subcampeonatos |
| ------------------ | ------- | ---------- | ------------------- | ---------------------- |
| Júbilo Iwata       | 1       | 1          | 1992                | 1993                   |
| Tokyo Gas          | 1       | 1          | 1998                | 1997                   |
| Bellmare Hiratsuka | 1       | 0          | 1993                |                        |
| Cerezo Osaka       | 1       | 0          | 1994                |                        |
| Fukuoka Blux       | 1       | 0          | 1995                |                        |
| Honda FC           | 1       | 0          | 1996                |                        |
| Consadole Sapporo  | 1       | 0          | 1997                |                        |
| Kashiwa Reysol     | 0       | 2          |                     | 1992, 1994             |
| Kyoto Purple Sanga | 0       | 1          |                     | 1995                   |
| Vissel Kobe        | 0       | 1          |                     | 1996                   |
| Kawasaki Frontale  | 0       | 1          |                     | 1998                   |